# میخ‌پنجه بزرگ
میخ‌پنجه بزرگ یا میخ‌پنجه مِهتَر (نام علمی: Centropus sinensis) نام یک گونه از سرده میخ‌پنجه است.